# Gottfried Holtz
Gottfried Holtz (* 16. Januar 1899 in Penzlin; † 10. Juli 1989 in Halle (Saale)) war ein deutscher evangelischer Theologe, Pastor und Professor für Praktische Theologie an der Universität Rostock und mit der Bekennenden Kirche im Widerstand gegen den Nationalsozialismus tätig.

## Leben
Sein Vater Wilhelm Holtz war Pastor und Propst. So wurde ihm eine gute Bildung zuteil und er legte 1917 sein Abitur in Güstrow ab. Er immatrikulierte sich im April 1918 an der Universität Rostock, nahm dann aber von 1918 bis 1919 am Ersten Weltkrieg als Landsturmmann teil. Anschließend studierte er bis 1923 Evangelische Theologie an den Universitäten Rostock, Leipzig und Tübingen. 1923 wurde er Leiter der mecklenburgischen Bauernvolkshochschule Wiligrad bei Schwerin und von 1923 bis 1924 Hilfsprediger in Neustadt-Glewe. Nach einer Dissertation zum Thema Die ethischen Konsequenzen des Gottesgedankens in der Theologie Karl Barths wurde er 1925 von der Theologischen Fakultät der Universität Rostock zum Lizentiaten (Dr. theol.) promoviert. Von 1925 bis 1927 war er als Jugendpfarrer und Oberkirchenrat in Schwerin, dann bis 1931 als Pastor in Gammelin und zuletzt als Pastor in Unter Brüz bei Goldberg tätig.
Im Februar 1931 kaufte der in Berlin-Dahlem ansässige Central-Ausschuß für innere Mission der deutschen evangelischen Kirche das Restgut Diestelow mit Park, See und Ackerland zur Einrichtung einer Siedlerschule.
Zu Himmelfahrt 1931 wurde die Schule mit einem Festgottesdienst eröffnet. Als Leiter wurde Pastor Gottfried Holtz eingesetzt. Ab 1934 leitete dann ein Diplomlandwirt die Schule.
Er engagierte sich in der Bekennenden Kirche und wurde mit sechs weiteren Pastoren (Henning Fahrenheim aus Schwerin, Johannes Schwartzkopff aus Güstrow, Hans Werner Ohse und Christian Berg aus Boizenburg, Viktor Wittrock aus Schwerin und Walter Pagels aus Rostock) im Juni 1934 vor einem Sondergericht in Schwerin wegen Verstosses gegen die Heimtückeverordnung und wegen „Herabwürdigung“ des nationalsozialistischen Staates verurteilt. Die Strafe wurde jedoch wieder aufgehoben und Holtz 1935 nach Wutzig (heute Osiek Drawski, Gmina Wierzchowo (Powiat Drawski)) in Pommern zwangsversetzt. 1939 wurde Holtz zur Wehrmacht eingezogen, wo er zuletzt als Unteroffizier diente. Von 1940 bis 1948 hatte er eine Pfarrstelle in Greifswald-Wieck inne.  Er musste immer wieder Übergriffe dulden und wurde wegen einer Predigt angezeigt und zum Verhör verhaftet, durch die Hilfe des Konsistoriums der Provinz Pommern jedoch wieder freigelassen. Im April 1945 bereitete er mit einem Kreis die widerstandslose Übergabe Greifswalds an die Rote Armee vor, deren Zeitpunkt gut gewählt sein musste. Durch die Übergabe wurde verhindert, dass Greifswald zerstört wurde.  Am 24. Februar 1946 verlieh ihm die Theologische Fakultät der Universität Greifswald die Ehrendoktorwürde, zusammen mit Karl von Scheven. 1948 wurde er Referent des Evangelischen Konsistoriums Greifswald. Im selben Jahr folgte seine Berufung zum Professor an die Universität Rostock, an der er bis 1963 unterrichtete. 1959 wurde er Institutsdirektor. „Krankheitsbedingt“ wurde Holtz 1963 vorzeitig emeritiert, übte jedoch seine Lehrtätigkeit bis 1965 aus.
Er verstarb am 10. Juli 1989 im Alter von 90 Jahren in Halle (Saale). Der Neutestamentler Traugott Holtz (1931–2007) war sein Sohn.

## Schriften
In „Niederdeutsch als Kirchensprache“ denkt Holtz über den Gebrauch des Plattdeutschen im Gottesdienst nach. Es bietet einen geschichtlichen Überblick über Plattdeutsch in Predigt und Lied seit dem Mittelalter. Dieser Aufsatz erschien 1954, durfte jedoch später in der DDR wegen gesamtdeutscher Tendenzen nicht mehr nachgedruckt werden. 1954 erschien ein Bildband „Dorfkirchen in Mecklenburg“, der eine große Breitenwirkung erzielte. In „Der mecklenburgische Landarbeiter und die Kirche“ werden soziale Missstände der Landarbeiter aufgezeigt.

### Ungedruckte Quellen
Landeshauptarchiv Schwerin (LHAS)
- LHAS 5.12-4/3 Ministerium für Landwirtschaft, Domänen und Forsten, Abt. Siedlungswesen. Nr. 7740 Die Evangelische Siedlerschule Diestelow.
- Universitätsarchiv Greifswald 2.3 Theologische Fakultät, Ehrenpromotio

Landeskirchliches Archiv Schwerin (LKAS)
- OKR Schwerin, 03. 06. 02 Landesbischof Walther Schulz (1900–1957), Nr. 130, Schriftwechsel 1933–1937, Pastor Lic. Gottfried Holtz, Brüz; 03. 06. 03 Landesbischof Dr. Niklot Beste (1901–1987), Nr. 114 b, Korrespondenz mit Prof. Dr. Gottfried Holtz, Rostock 1945–1971; 09. 01 Sammlung Holtz, Gottfried, Prof. Dr. 1899–1989